# San Diego Toros
I San Diego Toros furono una franchigia calcistica statunitense di San Diego in California, che nel 1968 partecipò per una sola stagione alla North American Soccer League, nell'anno d'esordio del campionato.

## Storia
La squadra venne fondata nel 1968 a seguito del trasferimento dei Los Angeles Toros da Los Angeles a San Diego. La franchigia disputò tutte le sue partite casalinghe al Balboa Stadium, sede della squadra di football americano dei San Diego Chargers. Durante il corso del torneo si comportò bene, vincendo la sua divisione e superando in semifinale i Cleveland Stokers. In seguito venne sconfitta nella finalissima dai Chiefs di Atlanta. Tuttavia, la scarsa affluenza di pubblico indusse i proprietari a non proseguire nella partecipazione alla Lega, non reputandola redditizia. La società fu sciolta e, fino all'avvento dei Sockers, la città californiana rimase fuori dal giro del calcio professionistico.

## Palmarès

### Altri piazzamenti
- Campionato NASL:

Secondo posto: 1968